# بادي فيلدز
بادي فيلدز (بالإنجليزية: Buddy Fields)‏ هو كاتب وكاتب أغاني أمريكي، ولد في 24 سبتمبر 1889، وتوفي في 4 أكتوبر 1965.

## وصلات خارجية
- بادي فيلدز على موقع IMDb (الإنجليزية)
- بادي فيلدز على موقع ميوزك برينز (الإنجليزية)
- بادي فيلدز على موقع ديسكوغز (الإنجليزية)